# Sở Nhược Ngao
Sở Nhược Ngao (chữ Hán: 楚若敖, trị vì 790 TCN-764 TCN), tên thật là Hùng Nghi (熊儀) hay Mị Nghi (羋咢), là vị vua thứ 17 của nước Sở - chư hầu nhà Chu trong lịch sử Trung Quốc.
Ông là con trai của Sở Hùng Tuân, vua thứ 15 của nước Sở. Năm 790 TCN, Sở Hùng Ngạc chết, ông lên ngôi vua. Ông được chôn ở Nhược Ngao nên gọi là Nhược Ngao.
Sở Nhược Ngao Hùng Nghi cưới vợ là con gái nước Vân, sanh ra Sở Tiêu Ngao Hùng Khảm, Đấu Bá Tỷ, Đấu Liêm, trở thành tổ của thị tộc Nhược Ngao
Trong thời gian trị vì của ông, nhà Chu bắt đầu suy yếu sau khi Chu Bình Vương phải dời đô về Lạc Ấp và một số chư hầu, trong đó có Sở, bắt đầu nổi lên.
Năm 764 TCN, Sở Nhược Ngao mất, ở ngôi 27 năm. Con ông là Hùng Khảm lên ngôi quốc quân, tức Sở Tiêu Ngao.